# 假面骑士W RETURNS
《假面骑士W RETURNS》（日语：仮面ライダーダブル RETURNS）是特摄片《假面骑士W》衍生的錄影帶首映故事系列作品，東映VCINEMA的名義系列商品之一。為《平成假面骑士系列》的第一部系列錄影帶首映作品。

## 概要
- 本作为《平成假面骑士系列》的第一套OV作品。
- 《假面骑士系列》中的OV作品还有於昭和時期《真假面骑士 序章》和儿童杂志的专卖作品，但是这是第一次在電視本編放映结束后发售作品，同时也是首套敌方角色作为主角的衍生作品。

## 假面骑士Accel
2011年4月8日开始在日本全国租借店上架、4月21日映像碟片发售。

### 本作特色
- 本作讲述了《假面騎士×假面騎士 OOO & W feat. Skull MOVIE大戰 Core》之后的故事，以假面骑士Accel/照井龍作为主角，亦為《假面騎士W》的後日談。
- 本作為首部以二號假面騎士作為主角演出的外傳作品。
- 本作首次出現於外傳系列登場身份為父親類型的騎士。
- 本作首次出現TV本篇登場的次要角色於外傳作品中客串登場。

### 用語
Gaia Memory强化适配器
原文：
该装置可使装着的Gaia Memory能力提升，发挥出原来的三倍能力。

### 故事概要
與亚树子新婚的龙在某天晚上看见了谜之掺杂体部隊对盗窃惯犯们的屠杀场面。风都警察局派遣相模警官、大野警官等人与龙所在的超常犯罪捜査課就此事进行调查。在任务中，龙遇见了在屠杀中生存的惯偷葛木葵。
抓获逃走的葵后，龙遭遇之前的掺杂体部隊袭击。因为葵把Accel Memory偷走了，龙只能不变身就此迎战。但之后中了指挥官掺杂体的陷阱，被误以为枪击了同僚刃野警官，龙只能与葵一同逃走。
另一方面，得知龙与其他女性一同逃走后，愤怒的亚树子带着离婚申请书开始追赶龙。
指挥官掺杂体的目的究竟是……

### 登場人物
左 翔太郎 (桐山漣 飾)
假面騎士W左半身的變身者。
現任鳴海偵探事務所偵探。
菲利普/園咲來人 (菅田將暉 飾)
假面騎士W右半身的變身者。
左 翔太郎的搭擋。
照井龍 (木之本岭浩 飾)
 假面騎士Accel的變身者。
風都警察局的警官，與鳴海亞樹子現為一對夫妻。
因指揮官摻雜體的計謀，而成為了通緝犯。
鳴海亞樹子 (山本光 飾)
鳴海偵探事務所的現任所長，與照井龍現為一對夫妻。
刃野幹夫 （灘儀武 飾）
風都警察局的警官。
真倉俊（まくら しゅん） （中川真吾 飾
風都警察局的警官。
丽丽白銀（長澤奈央 飾）
《假面騎士W》本編第27-28話登場，風都的魔术师。
对在第28话救了自己的照井龙持有好感，她与祖父一同经营一家咖啡厅，对虽然与龙结婚但仍然整天抱怨的亚树子反感，当翔太郎等人被警方监管的时候协助他们逃跑。
弗兰克白銀（山野矢人 飾）
《假面騎士W》本編第27-28話登場，丽丽的祖父，退休魔术师。
現在两人经营一家咖啡厅，称呼客人为“Master”。

### 本作登場人物
葛木葵（瀧裕可里 飾）
在风都居住的惯偷，视警察为「杀死父亲的杀人犯」，并因此最初对龙不信任。因为自己偷走了从Museum流出的Gaia Memory强化适配器而被指挥官掺杂体所追杀。最初她拒绝龙的帮助并偷走他的Accel Memory，之后在与他的共同行动中渐渐唤醒了良心，最后抢走指挥官掺杂体手上的强化适配器并救出龙。她与龙约定不再偷东西后自首。
大野幸弘（俊藤光利 飾）
捜査三課集体盗窃特別捜査班的警官。有着比常人多一倍的自尊心，并因此质疑龙，认为其在频繁的掺杂体事件中立功只是偶然。因为受尊敬的相模影响，称呼犯罪者为“垃圾”，认为无论被抓多少次他们都会重复地犯罪。因此事而被龙认为是指挥官掺杂体的真正身份。在相模被逮捕之后，他终于明白自己现在的想法是错误的。最后约定将会全力支持葵改变自己。
相模广志 / 指挥官掺杂体（田中實 飾）
捜査三課集体盗窃特別捜査班的班長，大野的上司，与大野一同为了调查连续盗窃惯犯杀人事件而到访。他的真正身份是由于数年前妻子被自己逮捕的犯罪者杀害而使用Gaia Memory使用私刑的处刑者、盗窃惯犯杀害事件的真正犯人。最后试图引诱有相似境遇的龙但被拒绝，之后被其打败并逮捕。

### 登场假面骑士（Accel）
假面骑士Accel Booster （仮面ライダーアクセルブースター）
身高：197cm / 体重：80kg / 拳力：5t / 腿力：10t / 跳跃力：1500m（Booster使用時） / 走力：100m用5秒
使用装上Gaia Memory强化适配器的Accel Memory变身的Accel的飞行形态。基本颜色为黄色，面罩部位为黑铁色。失去了变形为机车形态所必需的车轮，取而代之的是覆盖全身的飞行用的喷射器。利用喷射器可自由的飞行，攻撃力和速度均为通常時有所提升，能够发挥三倍的能力。擅长运用喷射器进行空战，并可以使用Engine Blade。必杀技为使用黄色能量缠绕的Engine Blade使出横斩的「Booster Slasher」。

### 掺杂体（Accel）
指挥官掺杂体（コマンダー・ドーパント）
- 身高：230cm（通常）、285cm（強化態）
- 体重：200kg（通常）、250kg（強化態）

相模广志使用指挥官记忆体变身而成的掺杂体。可以一次发射多枚导弹。并可以使用设置在左臂的装置来设置定时炸弹、和生出分身假面士兵。使用Gaia Memory强化适配器可以变为强化形态，增加瞄准器形状的追加装甲，并强化自身的各種能力和假面士兵的能力。
假面士兵
指挥官掺杂体生出的分身体

## 假面骑士Eternal
2011年7月8日开始在日本全国租借店上架、7月21日映像碟片发售。

### 本作特色
- 讲述劇場版《假面騎士W Forever A至Z/命運的Gaia Memory》之前的故事，以同作登場假面骑士Eternal/大道克己以及成員NEVER为主角，亦為《假面騎士W》本篇的前傳。
- 此外与《假面騎士W》本篇第48話也有关系。
- 本作的现代部分设定在外傳《假面騎士W RETURNS 假面騎士Accel》之后。
- 本作是首部以敵方角色作為主角方式登場的假面騎士作品。
- 本作為《假面騎士系列》的首部前傳作品。

### 用語
Quarks
原文： 
本篇中登场的由Prospect博士所研究经过细胞处理而成的超能力兵士。可以使用、意念生火、念力、接触感应等各种超能力，为财团X的投资对象之一。
Prospect死亡后，Quarks的研究状况剧中并无表明。但通过米娜可以自由地到访风都这点推测，研究可能已经被中止。
财团X
原文：
黑暗的巨大资本，死亡商人，在本作和《假面騎士W》《假面騎士Fourze》本篇及聯動劇場版《假面騎士平成Generations FINAL Build & EX-AID with 傳說騎士》登场。
在本作中得知，与Museum和NEVER同样，Quarks也是其投资对象之一。

### 故事概要
阻止了因试做型记忆体而暴走的假面骑士W，突然被拥有超能力的女性米娜袭击。她自称为过去破坏风都塔的元凶大道克己 / 假面骑士Eternal的同伴。
通过她的讲述，翔太郎和菲利普开始了解大道克己的过去。
数年前，招募了最后的成员羽原丽香后，大道克己率领的傭兵部隊「NEVER」在东南亚某国执行任务时，遇到了超能力兵士「Quarks」其中一员——米娜并与其交战。在击倒米娜后，克己感觉到她心中的痛苦，因此并没有杀她，并问她指使她的人是谁。这时同为Quarks的两人出现，与NEVER交战。
之后克己一行人遭遇假面骑士Eternal Red Flare并被击败，被送往Quarks的研究设施“Village”……

### 登場人物
左 翔太郎 (桐山漣 飾)
假面騎士W左半身的變身者。
現任鳴海偵探事務所偵探，與菲利普及亞樹子三人從米娜口中了解了關於克己的过去。
了解到他的过去后，和菲利普一同感叹到“如果命运有一点改变，你就能成为守护风都的假面骑士了吧”，并献上祭奠的花束。
菲利普/園咲來人 (菅田將暉 飾)
假面騎士W右半身的變身者。
左 翔太郎的搭擋，與翔太郎及亞樹子三人從米娜口中了解了關於克己的过去。
了解到他的过去后，和翔太郎一同感叹到“如果命运有一点改变，你就能成为守护风都的假面骑士了吧”，并献上祭奠的花束。
鳴海亞樹子 (山本光 飾)
鳴海偵探事務所的現任所長，與翔太郎及菲利普三人從米娜口中了解了關於克己的过去。
大道克己（松冈充 飾）
假面骑士Eternal Blue Flare的變身者。
傭兵部隊「NEVER」的隊長。
作为NEVER，自己的记忆和人类的感情都会慢慢消失，他的身体无法忘记送给母亲的八音盒中的曲子，并用口琴一次次的演奏。
在Quarks候补者们陷入绝境的时候，他安慰并鼓励米娜要抱有希望，说道“既然过去正在消逝，那么我至少要抓住明天”并把口琴送给了米娜。
对Quark候补者的话表明了他此时还存在正义感。但在终盘Prospect杀害米娜和所有候补者的时候，自身被无力感和绝望感所笼罩，变成了一个冷酷无情的人，之后使用Eternal和同伴的力量杀害了Prospect。
在与加头对战的时候，他感觉到T1 Eternal Memory与自己命中注定的联系，之后抢走了记忆体和迷失驱动器变身为假面骑士Eternal Blue Flare。
作为试作品的T1 Eternal Memory在与Prospect 的战斗后破损，迷失驱动器则为其本人占有。在战斗中他听到加头说Gaia Memory的试验场在风都，因此把最终的目的地定位风都。
之后丽香请求他把米娜也变为NEVER，由于米娜的存在会使自己迷惘而选择了丢下她。
泉京水（須藤元氣 飾）
NEVER的副官，是一个男同性恋者。
生前是重仁义的极道的一员、因组内的斗争而被同伴刺杀。
本人主张自己为女人被称为「大叔」时会变得相当愤怒。
另外，本人称「对女人很严格」，当初对身为女性的丽香抱有敌意，但一同战斗之后承认其为伙伴。
芦原贤（出合正幸 飾）
「NEVER」的狙击手，擅长操作各种各样的枪械和泰拳中的踢技，因此远近的战斗都很强。
生性沉默寡言，曾称赞在初战上努力奋斗的丽香“Good job”。
他生前为特种武器和战术部队所属的特殊工作員并有妻子，死亡時手中拿着家人的照片。
羽原麗華（八代美奈畝 飾）
「NEVER」唯一的女性，生前为国际通缉的连续抢劫犯，在死刑执行前越狱，并在克己等NEVER成员前被射杀，拥有天才的格斗能力。
她作为最新的成员，在故事序盘刻意与其他队员保持距离，在战斗后融入集体。
堂本刚三（中村浩二 飾）
「NEVER」的力量型战士，其力量可以与强力掺杂体相媲美，生前为热爱自然的林业工作者，被所反对的开发商杀害，遗体被克己回收并成为NEVER。
玛利亚教授（杉本彩 飾）
「NEVER」的支援者，克己的母亲。

### 本作登場人物
米娜（高梨临 飾）
女性超能力兵士「Quarks」。能使用意念生火、念力、接触感应共三种超能力，因此受到Prospect的宠爱。她在战斗任务中与克己相遇，被其发现战斗不是自己的本意。克己他们以为她因为眼睛掺杂体的能力而死去了，而实际上她奇迹般的生存了下来，但失去了有关克己的记忆。记忆恢复后到访风都。
Prospect博士 / 眼睛掺杂体（春田純一 飾）
研究Quarks的科学家。在全世界绑架候补者，并将他们置于名为“Village”的设施中，性格傲慢残忍，自称「究极的监视者」，并称NEVER为「僵尸」。经常使用眼药水。终盘时他利用眼睛掺杂体的能力杀死造反并逃亡的Quarks候补者，并使克己性格大变，之后受到Eternal必杀技Eternal Requiem和NEVER的攻击而败北，然後死亡。
加头顺（孔大維 飾）
乌托邦掺杂体/假面骑士Eternal Red Flare的變身者。
财团的成员。与投资对象Prospect博士一同行动。他从财团的各个投资对象中取得各种技术并为自己所用，也能使用Quarks的超能力。以Eternal Red Flare的形态现身，并使用超能力击倒克己，但之后被Eternal Memory所拒绝。之后在与克己再战时死亡，由财团的干部田端提案将其改造为NEVER。

### 登场假面骑士（Eternal）
假面骑士Eternal Red Flare （仮面ライダーエターナル レッドフレア）
财团X的加头顺使用T1 Eternal Memory变身而成，为Eternal本来的基本变身形态。本作中，其攻撃为加头所有的超能力兵士・Quarks的能力・念力的攻击，具体的能力不明。当克己触碰Eternal Memory的时候，Eternal身上出现电火花并导致变身解除。加头判断这现象为试作品的缺陷，实际上是记忆体感觉到了对其有惊人的适合率的克己而自动解除变身。当克己变身的时候，此形态只出现一瞬间便变化为了Blue Flare形态。

### 掺杂体（Eternal）
本作的时间点尚未存在T2 Gaia Memory，由NEVER成员所变身的T2掺杂体均未登场。
眼睛掺杂体（アイズ・ドーパント）
- 身高：220cm
- 体重：147kg

Prospect博士使用Eyes Memory变身而成。特征为巨大的双手和与名字相反，没有眼睛的头部。可以通过观察对手的肌肉和表情来预测其下一步动作。附着在两手的巨大眼球可以分离并发射光弹。在Quarks候补者的头部埋入眼型的终端，使其互相观察、监视。终端还设有当候补者未经许可离开Village的时候夺走其性命的程序。
乌托邦掺杂体（ユートピア・ドーパント）
由加头顺变身。此时是在加头强化肉体之前，战斗时的能力比TV本篇中要弱。
甜点掺杂体（スイーツ・ドーパント）
TV本篇第9-10話登場的掺杂体。本作中由“Sweet之男”使用試作型记忆体変身。

## 演员表
共通人物
- 左翔太郎 / 假面骑士W（声） - 桐山涟
- 菲利普 / 假面骑士W（声） - 菅田将晖
- 照井亚树子 - 山本光

假面骑士Accel
- 照井龙 / 假面骑士Accel（声） - 木之本岭浩[6]
- 葛木葵 - 滝裕可里（日语：滝裕可里）[6]
- 相模广志 / 指挥官掺杂体（声） - 田中实
- 大野幸弘 - 俊藤光利
- 真倉俊 - 中川真吾
- 丽丽白銀 - 长泽奈央
- 弗兰克白銀 - 山野史人（日语：山野史人）
- 刃野干夫 - 灘儀武（日语：なだぎ武）

假面骑士Eternal
- 大道克己 / 假面骑士Eternal Blue Flare （声）- 松冈充[6]
- 泉京水 - 须藤元气
- 米娜 - 高梨临[6]
- 羽原麗華 - 八代美奈畝
- 芦原贤 - 出合正幸
- 堂本刚三 - 中村浩二
- 加頭顺 / 假面骑士Eternal Red Flare（声） / 乌托邦掺杂体（声） - 孔大維（日语：コン・テユ）
- Prospect博士 / 眼睛掺杂体（声） - 春田純一
- Sweet之男/ 甜品掺杂体（声） - 三條陸(编劇客串）
- 玛利亚教授 - 杉本彩
- 大道克己（少年） - 菅田将暉（一人分饰二角）

皮套演员
- 假面骑士W[7] - 高岩成二（日语：高岩成二）
- 假面骑士Accel - 永徳（日语：永徳 (俳優)）[7]、福沢博文（日语：福沢博文）[7]
- 指挥官掺杂体[7]、眼睛掺杂体[7]、乌托邦掺杂体[7] - 藤井祐伍（日语：藤井祐伍）
- 假面骑士Eternal[7] - 渡辺淳（日语：渡辺淳）

## 关联条目
- 《假面骑士W》
- 《假面騎士W Forever A至Z/命運的Gaia Memory》